# After Hours (album The Weeknda)
After Hours – czwarty album studyjny kanadyjskiego piosenkarza i autora tekstów The Weeknda wydany 20 marca 2020 roku nakładem wytwórni muzycznych XO i Republic Records jako jego pierwszy solowy projekt w dorobku muzycznym od czasu wydanego w 2016 roku krążka Starboy oraz w 2018 r. minialbumu (EP-ki) My Dear Melancholy.
Między 27 a 29 listopada 2019 roku światło dzienne ujrzały pierwsze dwa single obecnie promujące materiał, "Heartless" i "Blinding Lights", z czego pierwszy stał się czwartym utworem artysty, który objął szczyt prestiżowego notowania Billboard Hot 100, a drugi z nich pierwszym w takich krajach, jak Wielka Brytania, Australia i Polska.
W celu promocji albumów After Hours i Dawn FM, Weeknd planuje wyruszyć w trasę koncertową After Hours til Dawn Stadium Tour obejmującą wszystkie kontynenty.

## Lista utworów
| Pierwsza strona | Pierwsza strona                 | Pierwsza strona                                                                  | Pierwsza strona                                                        | Pierwsza strona |
| Nr              | Tytuł utworu                    | Autor                                                                            | Producent                                                              | Długość         |
| --------------- | ------------------------------- | -------------------------------------------------------------------------------- | ---------------------------------------------------------------------- | --------------- |
| 1.              | „Alone Again”                   | Abel Tesfaye, Jason Quenneville, Carlo Montagnese, Adam Feeney                   | Illangelo, The Weeknd, DaHeala, Frank Dukes                            | 4:10            |
| 2.              | „Too Late”                      | Tesfaye, Quenneville, Robin Weisse, Montagnese, Eric Frederic                    | Illangelo, The Weeknd, DaHeala, Ricky Reed                             | 3:59            |
| 3.              | „Hardest to Love”               | Tesfaye, Max Martin, Oscar Holter, Robin Weisse                                  | Martin, Holter, The Weeknd                                             | 3:31            |
| 4.              | „Scared to Live”                | Tesfaye, Ahmad Balshe, Martin, Holter, Daniel Lopatin, Elton John, Bernie Taupin | Martin, Holter, The Weeknd, Oneohtrix Point Never                      | 3:11            |
| 5.              | „Snowchild”                     | Tesfaye, Balshe, Quenneville, Montagnese                                         | Illangelo, The Weeknd, DaHeala                                         | 4:07            |
| 6.              | „Escape from LA”                | Tesfaye, Michael McTaggart, Montagnese, Leland Wayne                             | Metro Boomin, The Weeknd, Illangelo                                    | 5:55            |
| 7.              | „Heartless”                     | Tesfaye, Montagnese, Wayne, Andre Proctor                                        | Metro Boomin, The Weeknd, Illangelo, Dre Moon                          | 3:18            |
| 8.              | „Faith”                         | Tesfaye, Balshe, Montagnese, Wayne                                               | Metro Boomin, The Weeknd, Illangelo                                    | 4:43            |
| 9.              | „Blinding Lights”               | Tesfaye, Balshe, Quenneville, Martin, Holter                                     | Martin, Holter, The Weeknd                                             | 3:20            |
| 10.             | „In Your Eyes”                  | Tesfaye, Balshe, Martin, Holter                                                  | Martin, Holter, The Weeknd                                             | 3:57            |
| 11.             | „Save Your Tears”               | Tesfaye, Balshe, Quenneville, Martin, Holter                                     | Martin, Holter, The Weeknd                                             | 3:35            |
| 12.             | „Repeat After Me” (interludium) | Tesfaye, Kevin Parker, Lopatin                                                   | Parker, The Weeknd, Oneohtrix Point Never                              | 3:15            |
| 13.             | „After Hours”                   | Tesfaye, Balshe, Montagnese, Quenneville, Mario Winans                           | Illangelo, The Weeknd, DaHeala, Winans                                 | 6:01            |
| 14.             | „Until I Bleed Out”             | Tesfayem Mejdi Rharsm Robin Weissem Austin Paoli, Wayne, Lopatin                 | Notinbed, Mejdi Rhars, Oneohtrix Point Never, Metro Boomin, The Weeknd | 3:10            |
|                 |                                 |                                                                                  |                                                                        | 56:12           |

## Notowania i certyfikaty
| Lista przebojów (2020)              | Najwyższa pozycja |
| ----------------------------------- | ----------------- |
| Australia (ARIA Charts)             | 1                 |
| Austria (Ö3 Austria Top 40)         | 1                 |
| Belgia (Ultratop Flandria)          | 1                 |
| Belgia (Ultratop Walonia)           | 2                 |
| Czechy (ČNS IFPI)                   | 1                 |
| Dania (Album Top-40)                | 1                 |
| Finlandia (Suomen virallinen lista) | 1                 |
| Francja (SNEP)                      | 2                 |
| Hiszpania (PROMUSICAE)              | 3                 |
| Holandia (MegaCharts)               | 1                 |
| Irlandia (IRMA)                     | 1                 |
| Islandia (Plötutíðindi)             | 1                 |
| Japonia (Oricon)                    | 41                |
| Kanada (Billboard Canadian Albums)  | 1                 |
| Korea Południowa (Gaon)             | 73                |
| Litwa (Albumų Top 100)              | 1                 |
| Meksyk (AMPROFON)                   | 1                 |
| Niemcy (Media Control Charts)       | 5                 |
| Norwegia (VG-Lista)                 | 1                 |
| Nowa Zelandia (Recorded Music NZ)   | 1                 |
| Polska (OLiS)                       | 8                 |
| Portugalia (AFP)                    | 2                 |
| Słowacja (ČNS IFPI)                 | 1                 |
| Stany Zjednoczone (Billboard 200)   | 1                 |
| Szwajcaria (Alben Top 100)          | 1                 |
| Szwecja (Sverigetopplistan)         | 1                 |
| Węgry (MAHASZ)                      | 11                |
| Wielka Brytania (OCC)               | 1                 |
| Włochy (FIMI)                       | 1                 |

| Kraj                     | Certyfikat         | Sprzedaż   |
| ------------------------ | ------------------ | ---------- |
| Australia (ARIA)         | platynowa płyta    | 70 000+    |
| Austria (IFPI Austria)   | złota płyta        | 7 500+     |
| Belgia (BEA)             | 2x platynowa płyta | 40 000+    |
| Dania (IFPI Dania)       | 6x platynowa płyta | 120 000+   |
| Francja (SNEP)           | diamentowa płyta   | 500 000+   |
| Hiszpania (PROMUSICAE)   | złota płyta        | 20 000+    |
| Kanada (Music Canada)    | 5x platynowa płyta | 400 000+   |
| Meksyk (AMPROFON)        | złota płyta        | 30 000+    |
| Norwegia (IFPI Norge)    | 2x platynowa płyta | 40 000+    |
| Polska (ZPAV)            | diamentowa płyta   | 100 000+   |
| Portugalia (AFP)         | platynowa płyta    | 15 000+    |
| Nowa Zelandia (RMNZ)     | platynowa płyta    | 15 000+    |
| Singapur (RIAS)          | platynowa płyta    | 10 000+    |
| Stany Zjednoczone (RIAA) | 3x platynowa płyta | 3 000 000+ |
| Szwecja (GLF)            | 2x platynowa płyta | 60 000+    |
| Wielka Brytania (BPI)    | platynowa płyta    | 300 000+   |
| Włochy (FIMI)            | 3x platynowa płyta | 150 000+   |

## Historia wydania
| Obszar          | Data           | Format                               | Wytwórnia            | Przypisy |
| --------------- | -------------- | ------------------------------------ | -------------------- | -------- |
| Cały świat      | 20 marca 2020  | digital download, media strumieniowe | XO, Republic Records | [ 73 ]   |
| Wielka Brytania | 5 czerwca 2020 | płyta gramofonowa                    | Island Records       | [ 74 ]   |